# El perfum: història d'un assassí
|  | Aquest article tracta sobre la pel·lícula; per a la novel·la de Patrick Süskind, vegeu l'article El perfum. |

El perfum: història d'un assassí (títol original en alemany: Das Parfum - Die Geschichte eines Mörders) és una pel·lícula del director Tom Tykwer de l'any 2006, coproduïda per Alemanya, França, Espanya i els Estats Units. S'ha doblat al català.
El drama es basa en la novel·la homònima de Patrick Süskind i fou produïda per, entre d'altres, els estudis Constantin Film, Castelao Producciones S.A., Nouvelles Éditions de Films i VIP 4 Medienfond.
La pel·lícula va guanyar diversos premis, d'entre els quals el Premi del Cinema Europeu a la millor fotografia (Frank Griebe) i al millor disseny de producció (Uli Hanisch). Part de la pel·lícula es va rodar a Barcelona i Girona

## Argument
Al segle xviii, poc abans de la Revolució Francesa, un jove és portat davant d'una multitud molt enfadada. El seu nom és Joan-Baptiste Grenouille i ha estat declarat culpable per trencar cors. La seva sentència ja està escrita: en dos dies serà executat.
El relat es retrau al dia del seu naixement. La seva mare va concebre'l en un mercat sota el taulell on hi havia el peix. Tenint en compte que els seus primers parts foren infructuosos, assumeix que el nou bebè també naixerà mort, i llança el seu petit cos juntament amb la resta de peix que es trobava als seus peus.
Tanmateix, les olors del lloc on es trobava el fan despertar. Quan Grenouille plora per primer cop, alerta les altres persones de la seva presència. La multitud s'adona que la mare estava intentant de matar-lo. La dona tracta d'escapar-ne, però l'atrapen i finalment la pengen. El nen és mantingut en un orfelinat. Aquí els nens tenen por d'ell i tracten d'asfixiar-lo. Madamme Gallarda, la propietària del lloc, se n'assabenta de seguida i evita que el matin.
El nen creix a l'orfelinat sense ser capaç de parlar fins que fa els cinc anys. No obstant això, descobreix que té un extraordinari sentit de l'olfacte: a través seu, és capaç de sentir tot el que l'envolta.
Quan Grenouille fa tretze anys, Madamme Gallarda decideix que ell no pot romandre més temps a l'orfelinat, així doncs, decideix vendre'l a un curtidor. Seguidament, mor degollada en un robatori, on li roben els set francs pels quals va vendre Grenouille.
Un dia, Grenouille estava fent repartiments a París quan els atractius olors de la ciutat el desvien del seu camí, arribant fins a la perfumeria Pelissier. Mentre estava fora, contemplant, capta una olor i es veu forçat a seguir-la. Descobreix una noia venent prunes. Grenouille espanta la noia i comença a ensumar-la profundament quan ella li ofereix una pruna. Ella fuig i Grenouille la persegueix, seguint la seva aroma. Quan Grenouille la troba, ella crida de pànic. Ell li cobreix la cara per callar-la, però finalment acaba asfixiant-la. Després la despulla completament i passa el seu nas per tot el seu cos fins que l'olor de la pobre noia desapareix.
Un altre dia, també a París, un creador de perfums, Giuseppe Baldini, decideix que vol fer una rèplica del famós perfum de la botiga Pelissier: "Amor i Psique". Fa experiments durant tot el dia, tractant de descobrir quins olis essencials componien el perfum. Més endavant, aquella nit, Grenouille s'apareix davant de la seva porta, fent repartiments de cuirs. Se n'assabenta que Baldini estava tractant de recrear "Amor i Psique" a causa de l'olor que hi havia a l'ambient, i li diu que ell coneix els ingredients del famós perfum. Baldini permet que Grenouille intenti recrear l'èxit de la botiga Pelissier, i ho aconsegueix. Però després Grenouille afirma que "Amor i Psique" no és un bon perfum i que pot millorar-lo. En efecte, el millora, i li demana a Baldini una oportunitat d'aprendre amb ell l'art de la perfumeria. L'endemà, Baldini compra Grenouille al curtidor, que també mor just després de vendre'l.
Grenouille crea perfums per a Baldini i ell els ven, retornant al seu negoci la vida d'antuvi. Grenouille segueix creant més perfums per a ell, i Baldini el recompensa ensenyant-li com mesclar un perfum adequadament i també el nombre de notes que compon un perfum. Ell li diu que els perfums estaven conformats per tres acords: la part superior, el cor i la base; cada acord estava format per quatre notes. Tanmateix, un relat exposava l'existència d'una tretzena nota que fusionava les altres. Després Baldini li conta a Grenouille una llegenda que afirmava que, a Egipte, un extraordinari perfum fou descobert en una tomba, dotze notes en foren identificades, però la tretzena va quedar com a misteri.
Posteriorment, Baldini li ensenya la destil·lació d'olis procedents de plantes. Grenouille tracta de destil·lar olis de metalls i fins i tot d'un gat: tots ells fracassen. Tot seguit, Grenouille emmalalteix greument, tement que mai més no pugui ensumar l'olor de la venedora de prunes. Baldini tem que mori i acomoda Grenouille al seu propi llit, esperant que en millori. És així quan Grenouille li pregunta a Baldini si hi ha altres mètodes per capturar olors, i ell li conta el procés de la maceració i que pot aprendre'l a la ciutat de Grasse.
Recuperat miraculosament, li demana al seu mestre que el deixi anar a Grasse: ell li donaria a Baldini 100 fórmules de nous perfums. Després de partir, la casa on viu Baldini, damunt d'un pont, s'ensorra i ell mor al seu llit.
Grenouille decideix anar als turons en comptes d'a Grasse, gaudint de la seva solitud. Però la calma es trenca abruptament quan descobreix que li manca una olor pròpia. Llavors recorda la seva missió de capturar olors per a sempre i es dirigeix a Grasse. Durant el viatge, capta l'olor d'una altra noia, Laura Richis, filla d'Antoine Richis. Quan arriba al seu destí, Grenouille es converteix en empleat de Madamme Arnulfi i aprèn les tècniques de maceració; i més endavant, comença a experimentar ell sol. Grenouille mata una col·laboradora del lloc i tracta d'extreure'n el seu olor emprant una tècnica de maceració en calent: fracassà. Després mata una prostituta i és capaç d'extreure el seu olor emprant una tècnica de maceració freda. Descobreix que és possible captar el seu vertader aroma i ho posa a prova amb el seu gos, que reconeix l'olor de la seva propietària. Llavors Grenouille separa tretze ampolles i comença a matar verges i a captar llurs aromes. Mentrestant, la gent del poble viu un estat de por i pànic quan belles joves comencen a aparèixer mortes, despullades i sense cabell.
Antoine Richis tem per la vida de la seva filla Laura i tracta inútilment de trobar l'assassí. La notícia que un home (que no és Grenouille) ha confessat ser-ne l'assassí arriba fins a Antoine, però ell descobreix que la confessió és falsa perquè cap dels detalls concorda amb els assassinats: la ciutat se sent alleujada però Antoine no. Més endavant, aquella nit, Antoine descobreix que algú (Grenouille) va irrompre a la cambra de Laura, per això s'emporta la seva filla fora de la ciutat emprant un ham, però això no enganya Grenouille, que empra l'aroma de Laura per seguir-los.
Antoine i la seva filla arriben a una posada, sent-ne els únics hostes. Ell lloga totes les habitacions per a ells i col·loca la seva filla a l'habitació la finestra de la qual donava a un penya-segat. Mentrestant, a Grasse, el gos de la prostituta descobreix la roba i els cabells de la seva mestressa, escorcollant el terra del taller on Grenouille dormia. Finalment la gent del poble també descobreix, al mateix lloc, el cabell i la roba de les joves que hi foren assassinades. Després, un altre cop a la posada, Antoine tanca la Laura a la seva cambra perquè hi estigui segura. Grenouille entra d'amagatotis a la posada durant la nit, roba les claus de l'habitació de Laura i hi entra: Laura es desperta en sentir l'ombra en la seva habitació, mira Grenouille i empal·lideix de por, mor sense oportunitat de cridar. Quan Antoine es desperta al matí, troba que la seva filla és morta: finalment Grenouille acaba el seu perfum amb totes les tretze notes. Just després, és capturat per les autoritats i torturat fins que confessa. Llavors és condemnat a mort.
Al dia de la seva execució, Grenouille és portat davant de la multitud emprant el perfum fet dels aromes de les verges. Aquesta essència d'amor i bellesa fa que tothom el declari innocent. Tot seguit, el poder del perfum abruma la multitud fins que acaba organitzant una orgia on hi participa fins i tot el bisbe. En aquest moment, Grenouille recorda la venedora de prunes i imagina un petó amb ella: Grenouille comença a plorar. És així quan Antoine s'apropa al patíbul i tracta de matar-lo, però no pot a causa del perfum, en comptes d'això, li demana perdó a l'assassí de la seva filla. Una estona després, tota la gent del poble desperta completament despullada a la plaça amb una gran ressaca sense tenir ni la més mínima idea del que hi havia succeït.
Grenouille decideix tornar a París amb el flascó pràcticament ple, a la peixateria on havia nascut. En aquell horrible lloc troba un grup d'indigents que es trobaven al voltant d'una foguera. És aquí quan treu l'ampolleta del perfum i vessa tot el seu contingut sobre el seu cap. La gent del voltant de la foguera se n'assabenta i es dirigeix envers ell atrets pel poder del perfum. A continuació, la gent l'aborda, abraçant-lo i fent-li petons bojament fins que el devoren.

## Repartiment
- Ben Whishaw: Jean-Baptiste Grenouille
- Dustin Hoffman: Giuseppe Baldini
- Francesc Albiol: Oficial del Jutjat
- Simon Chandler: Alcalde de Grasse
- David Calder: Bisbe de Grasse
- Richard Felix: Magistrat en Cap
- Reg Wilson: Client del mercat de peix
- Sian Thomas: Madame Gaillard
- Sam Douglas: Grimal
- Karoline Herfurth: Noia de les prunes
- Timothy Davies: Chenier
- Rachel Hurd-Wood: Laura
- Alan Rickman: Antoine Richis
- Sara Forestier: Jeanne
- Ramon Pujol: Lucien
- Corinna Harfouch: Madame Arnulfi
- Paul Berrondo: Druot
- Jessica Schwarz: Natalie
- Harris Gordon: Marquès de Montesquieu
- Richard Collins-Moore: Hostaler
- Enric Arquimbau: Botxí
- John Hurt: Narrador (veu)